# La chica de mis sueños (telenovela)
La chica de mis sueños es una telenovela mexicana dirigida y producida por Canal 6 y Alberto Mejía, protagonizada por Paola Rey y Antonio Zúñiga teniendo a Villanos como Kristina Lilley y Juan Pablo Shuk.

## Elenco
- Paola Rey - Isabel
- Antonio Zúñiga - Hugo Ugalde
- Gabriela Vergara - Alejandra López
- Kristina Lilley - Leticia Moreno
- Juan Pablo Shuk - Sergio Arizona
- Roberto Moll - Ernesto Ortega
- Héctor Arredondo - Willy Frank
- Paula Barreto- Ximena Suárez
- Maite Embil - Gabriela "Gaby" Zamorano
- Tony Bravo - Arcadio "El perro" Díaz
- Lucía Snieg - Mariza Diaz/ Daniela Ugalde
- María Rubio - Mireya González
- Carla López - Maribel Ortegan
- Federico Andrade - Gonzalo López
- Artemio Saúl - Juan Bernardo
- Juana Rey - Manuela "Manu" Chávez
- Reynaldo Suárez - Irving Fernández
- Elizabeth Arteaga - Yolanda "Yoli" fontana
- Samuel Quintana - Josue Isidro
- Fedra Uriel - Fernanda Moreno
- Yami Quintero - Renata "Renatita" Díaz

- Datos: Q5966132